# Melese klagesi
Melese klagesi là một loài bướm đêm thuộc phân họ Arctiinae, họ Erebidae.